# Super League 2024-2025 (India)
La Indian Super League 2024-2025, chiamata ufficialmente 2024-2025 Hero Indian Super League per ragioni di sponsorizzazione, è stata l'undicesima edizione dell'Indian Super League, il campionato di vertice del calcio indiano.
La squadra campione in carica era il Mohun Bagan SG, che si è riconfermato vincendo il suo secondo titolo nazionale.

## Stagione

### Aggiornamenti
Il numero di squadre partecipanti alla competizione sale a 13, con l'ingresso della neopromossa dalla I-League 2023-2024 Mohammedan. In questa stagione non c'è più 'obbligo per le squadre di ingaggiare un sesto giocatore straniero asiatico, inoltre il tetto salariale è stato aumentato da Rs 16.5 crore a Rs 18 crore, con due giocatori che possono sforarlo. L'ISL ha inoltre reso obbligatorio per le franchigie assumere allenatori assistenti indiani in possesso della licenza AFC Pro o di una licenza equivalente. Così, in caso di esonero dell'allenatore, l'assistente indiano prenderebbe il suo posto ad interim. È stata aggiunta una nuova categoria di giocatori locali, in cui si afferma che "fino a tre di loro possono essere esclusi dal tetto massimo di stipendio". Per giocatori locali si intende giocatori U-23 che sono stati registrati per un club per tre anni consecutivi immediatamente precedenti alla stagione in corso. È stata introdotta anche una nuova regola sulla "sostituzione delle commozioni cerebrali". In base alla nuova politica, è consentita una "massima sostituzione per commozione cerebrale" a partita per squadra. "Di conseguenza, la squadra avversaria riceverà un'opportunità di 'sostituzione aggiuntiva'", si legge nelle nuove linee guida.

## Squadre partecipanti e allenatori

### Squadre partecipanti, stadi e sponsor
| Club            | Stagione | Città       | Stadio                           | Stagione precedente                                                    |
| --------------- | -------- | ----------- | -------------------------------- | ---------------------------------------------------------------------- |
| Bengaluru       | dettagli | Bengaluru   | Sree Kanteerava Stadium          | 10ª Classificata.                                                      |
| Chennaiyin      | dettagli | Chennai     | Marina Arena                     | 6ª Classificata. uscita nelle qualificazioni ai play-off.              |
| East Bengal     | dettagli | Calcutta    | Salt Lake Stadium                | 8ª Classificata.                                                       |
| FC Goa          | dettagli | Margao      | Fatorda Stadium                  | 3ª Classificata. Semifinalista di play-off.                            |
| Hyderabad       | dettagli | Hyderabad   | GMC Balayogi Stadium             | 12ª Classificata.                                                      |
| Jamshedpur      | dettagli | Jamshedpur  | JRD Tata Sports Complex          | 11ª Classificata.                                                      |
| Kerala Blasters | dettagli | Kochi       | Jawaharlal Nehru Stadium (Kochi) | 5ª Classificata, uscita nelle qualificazioni di play-off               |
| Mohammedan      | dettagli | Calcutta    | Kishore Bharati Krirangan        | Esordiente, promossa dalla I-League.                                   |
| Mohun Bagan SG  | dettagli | Calcutta    | Salt Lake Stadium                | 1ª Classificata, finalista di play-off.                                |
| Mumbai City     | dettagli | Mumbai      | Mumbai Football Arena            | 2ª Classificata, finalista di play-off. Vincitrice della Super League. |
| NorthEast Utd   | dettagli | Guwahati    | Indira Gandhi Athletic Stadium   | 7ª Classificata.                                                       |
| Odisha          | dettagli | Bhubaneswar | Kalinga Stadium                  | 4ª Classificata, semifinalista di play-off.                            |
| Punjab FC       | dettagli | SAS Nagar   | Jawaharlal Nehru Stadium (Delhi) | 9ª Classificata.                                                       |

### Allenatori
| Club            | Allenatore                    | In carica dal    | Vice-allenatore    | Vice-allenatore indiano |
| --------------- | ----------------------------- | ---------------- | ------------------ | ----------------------- |
| Bengaluru       | Gerard Zaragoza               | 14 dicembre 2023 | Sebastián Vega     | Renedy Singh            |
| Chennaiyin      | Owen Coyle                    | 16 luglio 2023   | Sandy Stewart      | Noel Wilson             |
| East Bengal     | Óscar Bruzón                  | 9 ottobre 2024   | Dimas Delgado      | Bino George             |
| FC Goa          | Manuel Márquez                | 2 giugno 2023    | Benito Montalvo    | Gouramangi Singh        |
| Hyderabad       | Shameel Chembakath (Interim)  | 18 dicembre 2024 | Suraj Pillai       |                         |
| Jamshedpur      | Khalid Jamil                  | 31 dicembre 2023 |                    | Steven Dias             |
| Kerala Blasters | T. G. Purushothaman (Interim) | 16 dicembre 2024 | Tomasz Tchorz      |                         |
| Mohammedan      | Mehrajuddin Wadoo (Interim)   | 29 gennaio 2025  | Pushpender Kundu   |                         |
| Mohun Bagan SG  | José Francisco Molina         | 11 giugno 2024   | Igor Taševski      | Bastab Roy              |
| Mumbai City     | Petr Kratky                   | 6 dicembre 2023  | Hiroshi Miyazawa   | Clifford Miranda        |
| NorthEast Utd   | Juan Pedro Benali             | 22 maggio 2023   | Alison Kharsyntiew |                         |
| Odisha          | Sergio Lobera                 | 23 aprile 2023   | Pepe Losada        | Anthony Fernandes       |
| Punjab FC       | Panagiotis Dilmperis          | 1 luglio 2024    |                    |                         |

#### Cambio di allenatore
| Squadra         | Allenatore in uscita | Motivo     | Dal               | Fino al           | Allenatore in entrata        | A partire dal     |
| --------------- | -------------------- | ---------- | ----------------- | ----------------- | ---------------------------- | ----------------- |
| East Bengal     | Carles Cuadrat       | Esonero    | 26 aprile 2023    | 30 settembre 2024 | Bino George (Interim)        | 30 settembre 2024 |
| East Bengal     | Bino George          | Interim    | 30 settembre 2024 | 9 ottobre 2024    | Óscar Bruzón                 | 9 ottobre 2024    |
| Kerala Blasters | Mikael Stahre        | Esonero    | 23 maggio 2024    | 16 dicembre 2024  | TG Purushothaman (Interim)   | 16 dicembre 2024  |
| Hyderabad       | Thangboi Singto      | Esonero    | 7 luglio 2023     | 18 dicembre 2024  | Shameel Chembakath (Interim) | 18 dicembre 2024  |
| Mohammedan      | Andrey Chernyshov    | Dimissioni | 1 settembre 2023  | 29 gennaio 2025   | Mehrajuddin Wadoo (Interim)  | 29 gennaio 2025   |

## Giocatori stranieri
Il numero di giocatori stranieri ammessi in una squadra è di minimo cinque e massimo sei. Tuttavia, il numero massimo di giocatori stranieri ammessi in campo è quattro.
| Squadra                 | Giocatore 1           | Giocatore 2        | Giocatore 3          | Giocatore 4         | Giocatore 5        | Giocatore 6           |
| ----------------------- | --------------------- | ------------------ | -------------------- | ------------------- | ------------------ | --------------------- |
| Bengaluru               | Alberto Noguera       | Jorge Pereyra Díaz | Aleksandar Jovanović | Édgar Méndez        | Ryan Dale Williams | Pedro Capó            |
| Chennaiyin              | Elsinho               | Ryan Edwards       | Connor Shields       | Daniel Chima        | Wilmar Jordán Gil  | Lukas Brambilla       |
| East Bengal             | Saúl Crespo           | Cleiton Silva      | Dīmītrīs Diamantakos | Héctor Yuste        | Richard Celis      | Raphaël Bouli         |
| Goa                     | Borja Herrera         | Odei Onaindia      | Carl McHugh          | Iker Guarrotxena    | Dejan Dražić       | Armando Sadiku        |
| Hyderabad               | Cy Goddard            | Allan Paulista     | Stefan Šapić         | Andrei Alba         | Edmilson Correia   |                       |
| Jamshedpur              | Rei Tachikawa         | Javier Siverio     | Jordan Murray        | Javi Hernández      | Stephen Eze        | Lazar Ćirković        |
| Kerala Blasters         | Adrián Luna           | Miloš Drinčić      | Noah Sadaoui         | Kwame Peprah        | Jesús Jiménez      | Dušan Lagator         |
| Mohammedan              | Alexis Gómez          | Joseph Adjei       | Carlos França        | Mirjalol Kasimov    | Florent Ogier      | Marc Andre Schmerböck |
| Mohun Bagan Super Giant | Dimitri Petratos      | Jason Cummings     | Tom Aldred           | Alberto             | Greg Stewart       | Jamie Maclaren        |
| Mumbai City             | Tiri                  | Jon Toral          | Nikos Karelīs        | Yoëll van Nieff     | Thaer Krouma       | Jorge Ortiz           |
| NorthEast United        | Mohammed Ali Bemammer | Míchel Zabaco      | Néstor Albiach       | Guillermo Fernández | Hamza Regragui     | Alaeddine Ajaraie     |
| Odisha                  | Carlos Delgado        | Hugo Boumous       | Diego Maurício       | Mourtada Fall       | Dorielton          |                       |
| Punjab                  | Luka Majcen           | Ezequiel Vidal     | Filip Mrzljak        | Ivan Novoselec      | Asmir Suljić       | Petros Giakoumakīs    |

## Classifica
|  | Pos. | Squadra         | Pt | G  | V  | N | P  | GF | GS | DR  |
|  | ---- | --------------- | -- | -- | -- | - | -- | -- | -- | --- |
|  | 1.   | Mohun Bagan SG  | 56 | 24 | 17 | 5 | 2  | 47 | 16 | +31 |
|  | 2.   | FC Goa          | 48 | 24 | 14 | 6 | 4  | 43 | 27 | +16 |
|  | 3.   | NorthEast Utd   | 38 | 24 | 10 | 8 | 6  | 46 | 29 | +17 |
|  | 4.   | Bengaluru       | 38 | 24 | 11 | 5 | 8  | 40 | 31 | +9  |
|  | 5.   | Jamshedpur      | 38 | 24 | 12 | 2 | 10 | 37 | 43 | -6  |
|  | 6.   | Mumbai City     | 36 | 24 | 9  | 9 | 6  | 29 | 28 | +1  |
|  | 7.   | Odisha          | 33 | 24 | 8  | 9 | 7  | 44 | 37 | +7  |
|  | 8.   | Kerala Blasters | 29 | 24 | 8  | 5 | 11 | 33 | 37 | -4  |
|  | 9.   | East Bengal     | 28 | 24 | 8  | 4 | 12 | 27 | 33 | -6  |
|  | 10.  | Punjab FC       | 28 | 24 | 8  | 4 | 12 | 34 | 38 | -4  |
|  | 11.  | Chennaiyin      | 27 | 24 | 7  | 6 | 11 | 34 | 39 | -5  |
|  | 12.  | Hyderabad       | 18 | 24 | 4  | 6 | 14 | 22 | 47 | -25 |
|  | 13.  | Mohammedan      | 13 | 24 | 2  | 7 | 15 | 12 | 43 | -31 |

Legenda:

      Vincitore dell'ISL League Winners' Shield e ammesso ai gironi di AFC Champions League 2 2025-2026
      Ammessa ai turni preliminari di AFC Champions League 2 2025-2026
 Ammesse ai Play-off

## Spareggi

### Play-off

#### Tabellone
|  | Preliminari | Preliminari   | Preliminari |  |  | Semifinali | Semifinali     | Semifinali |  |  | Finale         | Finale |  |  |  |  |
|  |             |               |             |  |  |            |                |            |  |  |                |        |  |  |  |  |
|  |             |               |             |  |  |            |                |            |  |  |                |        |  |  |  |  |
|  | 3           | Bengaluru     | 5           |  |  |            |                |            |  |  |                |        |  |  |  |  |
|  | 6           | Mumbai City   | 0           |  |  |            |                |            |  |  |                |        |  |  |  |  |
|  |             |               |             |  |  | 2          | FC Goa         | 2          |  |  |                |        |  |  |  |  |
|  |             |               |             |  |  | 3          | Bengaluru      | 3          |  |  |                |        |  |  |  |  |
|  |             |               |             |  |  |            |                |            |  |  | Bengaluru      | 1      |  |  |  |  |
|  |             |               |             |  |  |            |                |            |  |  | Mohun Bagan SG | 2      |  |  |  |  |
|  |             |               |             |  |  | 1          | Mohun Bagan SG | 3          |  |  |                |        |  |  |  |  |
|  |             |               |             |  |  | 5          | Jamshedpur     | 2          |  |  |                |        |  |  |  |  |
|  | 4           | NorthEast Utd | 0           |  |  |            |                |            |  |  |                |        |  |  |  |  |
|  | 5           | Jamshedpur    | 2           |  |  |            |                |            |  |  |                |        |  |  |  |  |

## Statistiche

### Squadre

#### Classifica in divenire
|                         | 1ª | 2ª | 3ª | 4ª | 5ª | 6ª | 7ª | 8ª | 9ª | 10ª | 11ª | 12ª | 13ª | 14ª | 15ª | 16ª | 17ª | 18ª | 19ª | 20ª | 21ª | 22ª | 23ª | 24ª | 25ª | 26ª |
| ----------------------- | -- | -- | -- | -- | -- | -- | -- | -- | -- | --- | --- | --- | --- | --- | --- | --- | --- | --- | --- | --- | --- | --- | --- | --- | --- | --- |
| Bengaluru               | 3  | 6  | 9  | 10 | 13 | 16 | 16 | 17 | 20 | 20  | 23  | 24  | 24  | 27  | 27  | 27  | 28  | 28  | 28  | 28  | 31  | 31  | 34  | 37  | 38  | 38  |
| Chennaiyin              | 3  | 3  | 3  | 4  | 7  | 8  | 8  | 11 | 12 | 12  | 12  | 12  | 15  | 15  | 15  | 15  | 16  | 17  | 18  | 18  | 18  | 21  | 24  | 24  | 24  | 27  |
| East Bengal             | 0  | 0  | 0  | 0  | 0  | 0  | 0  | 1  | 4  | 7   | 7   | 10  | 13  | 14  | 14  | 14  | 14  | 14  | 17  | 18  | 18  | 21  | 24  | 27  | 28  | 28  |
| FC Goa                  | 0  | 1  | 4  | 5  | 5  | 6  | 9  | 12 | 12 | 15  | 18  | 19  | 22  | 22  | 25  | 26  | 27  | 30  | 33  | 33  | 36  | 39  | 42  | 45  | 48  | 48  |
| Hyderabad               | 0  | 0  | 0  | 1  | 1  | 4  | 4  | 7  | 7  | 7   | 7   | 7   | 7   | 8   | 8   | 9   | 10  | 13  | 13  | 13  | 16  | 16  | 17  | 17  | 17  | 18  |
| Jamshedpur              | 3  | 6  | 6  | 9  | 12 | 12 | 12 | 12 | 12 | 15  | 15  | 18  | 18  | 21  | 24  | 27  | 28  | 28  | 31  | 34  | 34  | 34  | 37  | 38  | 38  | 38  |
| Kerala Blasters         | 0  | 3  | 4  | 5  | 8  | 8  | 8  | 8  | 11 | 11  | 11  | 11  | 14  | 14  | 17  | 17  | 20  | 21  | 21  | 24  | 24  | 24  | 24  | 25  | 28  | 29  |
| Mohammedan              | 0  | 1  | 4  | 4  | 4  | 4  | 4  | 5  | 5  | 5   | 5   | 5   | 5   | 6   | 7   | 10  | 11  | 11  | 11  | 11  | 11  | 11  | 11  | 12  | 12  | 13  |
| Mohun Bagan Super Giant | 1  | 4  | 4  | 7  | 10 | 10 | 13 | 14 | 17 | 20  | 23  | 26  | 26  | 29  | 32  | 35  | 36  | 37  | 40  | 43  | 46  | 49  | 52  | 53  | 53  | 56  |
| Mumbai City             | 1  | 1  | 1  | 2  | 5  | 6  | 9  | 10 | 10 | 13  | 14  | 17  | 20  | 20  | 23  | 23  | 24  | 27  | 27  | 28  | 31  | 31  | 32  | 33  | 33  | 36  |
| NorthEast United        | 3  | 3  | 4  | 5  | 5  | 8  | 11 | 12 | 15 | 15  | 15  | 15  | 18  | 21  | 22  | 23  | 24  | 25  | 28  | 29  | 29  | 32  | 32  | 32  | 35  | 38  |
| Odisha                  | 0  | 0  | 3  | 4  | 4  | 7  | 8  | 8  | 9  | 12  | 15  | 16  | 19  | 20  | 20  | 21  | 21  | 24  | 25  | 25  | 26  | 29  | 29  | 30  | 33  | 33  |
| Punjab                  | 3  | 6  | 9  | 9  | 9  | 12 | 12 | 12 | 15 | 15  | 18  | 18  | 18  | 18  | 18  | 19  | 20  | 20  | 23  | 23  | 24  | 24  | 24  | 24  | 27  | 28  |

### Primati stagionali

#### Squadre
- Maggior numero di vittorie: Mohun Bagan SG (17)
- Minor numero di sconfitte: Mohun Bagan SG (2)
- Miglior attacco: Mohun Bagan SG (47)
- Miglior difesa: Mohun Bagan SG (16)
- Miglior differenza reti: Mohun Bagan SG (+31)
- Maggior numero di pareggi: Mumbai City, Odisha (9)
- Minor numero di pareggi: Jamshedpur (2)
- Partita con più spettatori: Mohun Bagan SG 2–0 Goa (61 591) (8 marzo 2025)
- Partita con meno spettatori: Hyderabad 1–3 Punjab (350) (6 marzo 2025)
- Media spettatori: 11 086
- Minor numero di vittorie: Mohammedan (2)
- Maggior numero di sconfitte: Mohammedan (15)
- Peggior attacco: Mohammedan (12)
- Peggior difesa: Hyderabad (47)
- Peggior differenza reti: Mohammedan (-31)
- Partita con più reti: Hyderabad 2–5 NorthEast United (23 dicembre 2024)
- Partita con maggiore scarto di gol:
- Miglior serie positiva: Mohun Bagan SG, Goa (12)
- Peggior serie negativa: East Bengal (6)

### Individuali

#### Classifica marcatori
| Gol | Rigori |  | Giocatore                | Squadra          |
| --- | ------ |  | ------------------------ | ---------------- |
| 23  | 2      |  | Alaeddine Ajaraie        | NorthEast United |
| 14  | 4      |  | Sunil Chhetri            | Bengaluru        |
| 12  | 1      |  | Jamie Maclaren           | Mohun Bagan SG   |
| 11  | 2      |  | Jesús Jiménez            | Kerala Blasters  |
| 10  | 1      |  | Wilmar Jordán Gil        | Chennaiyin       |
| 10  | 2      |  | Luka Majcen              | Punjab           |
| 10  | 2      |  | Nikos Karelīs            | Mumbai City      |
| 10  | 3      |  | Armando Sadiku           | Goa              |
| 9   | 1      |  | Édgar Méndez             | Bengaluru        |
| 9   | 3      |  | Diego Maurício           | Odisha           |
| 9   | 3      |  | Javi Hernández           | Jamshedpur       |
| 7   | 0      |  | Brison Fernandes         | Goa              |
| 7   | 0      |  | Iker Guarrotxena         | Goa              |
| 7   | 0      |  | Ezequiel Vidal           | Punjab           |
| 7   | 0      |  | Ryan Dale Williams       | Bengaluru        |
| 7   | 1      |  | Noah Sadaoui             | Kerala Blasters  |
| 7   | 1      |  | Javier Siverio           | Jamshedpur       |
| 7   | 2      |  | Jason Cummings           | Mohun Bagan SG   |
| 6   | 0      |  | Subashish Bose           | Mohun Bagan SG   |
| 6   | 0      |  | Hugo Boumous             | Odisha           |
| 6   | 0      |  | Kwame Peprah             | Kerala Blasters  |
| 6   | 0      |  | Néstor Albiach           | NorthEast United |
| 6   | 0      |  | Daniel Chima             | Chennaiyin       |
| 6   | 0      |  | Borja Herrera            | Goa              |
| 6   | 1      |  | Jordan Murray            | Jamshedpur       |
| 6   | 2      |  | Lallianzuala Chhangte    | Mumbai City      |
| 5   | 0      |  | Jerry Mawihmingthanga    | Odisha           |
| 5   | 0      |  | Guillermo Fernández      | NorthEast United |
| 5   | 0      |  | Manvir Singh             | Mohun Bagan SG   |
| 5   | 0      |  | Mourtada Fall            | Odisha           |
| 5   | 0      |  | Alberto                  | Mohun Bagan SG   |
| 5   | 0      |  | Alberto Noguera          | Bengaluru        |
| 5   | 0      |  | Irfan Yadwad             | Chennaiyin       |
| 4   | 0      |  | PV Vishnu                | East Bengal      |
| 4   | 0      |  | Filip Mrzljak            | Punjab           |
| 4   | 0      |  | Allan Paulista           | Hyderabad        |
| 4   | 0      |  | Rei Tachikawa            | Jamshedpur       |
| 4   | 0      |  | Stephen Eze              | Jamshedpur       |
| 4   | 1      |  | Asmir Suljić             | Punjab           |
| 4   | 1      |  | Dīmītrīs Diamantakos     | East Bengal      |
| 4   | 1      |  | Lukas Brambilla          | Chennaiyin       |
| 4   | 2      |  | Dimitri Petratos         | Mohun Bagan SG   |
| 3   | 0      |  | Roy Krishna              | Odisha           |
| 3   | 0      |  | Udanta Singh             | Goa              |
| 3   | 0      |  | Liston Colaco            | Mohun Bagan SG   |
| 3   | 0      |  | Isak Vanlalruatfela      | Odisha           |
| 3   | 0      |  | David Lalhlansanga       | East Bengal      |
| 3   | 0      |  | Rahul Bheke              | Bengaluru        |
| 3   | 0      |  | Nathan Asher Rodrigues   | Mumbai City      |
| 3   | 0      |  | Dorielton                | Odisha           |
| 3   | 0      |  | Mohammed Ali Bemammer    | NorthEast United |
| 3   | 0      |  | Greg Stewart             | Mohun Bagan SG   |
| 3   | 0      |  | Sanan Mohammed K         | Jamshedpur       |
| 3   | 0      |  | Jorge Pereyra Díaz       | Bengaluru        |
| 3   | 1      |  | Andrei Alba              | Hyderabad        |
| 2   | 0      |  | Farukh Choudhary         | Chennaiyin       |
| 2   | 0      |  | Yoëll van Nieff          | Mumbai City      |
| 2   | 0      |  | Parthib Gogoi            | NorthEast United |
| 2   | 0      |  | Edmilson Correia         | Hyderabad        |
| 2   | 0      |  | Jeakson Singh            | East Bengal      |
| 2   | 0      |  | Macarton Louis Nickson   | NorthEast United |
| 2   | 0      |  | Tom Aldred               | Mohun Bagan SG   |
| 2   | 0      |  | Hijazi Maher             | East Bengal      |
| 2   | 0      |  | Thaer Krouma             | Mumbai City      |
| 2   | 0      |  | Pratik Chowdhary         | Jamshedpur       |
| 2   | 0      |  | Manoj Mohammad           | Hyderabad        |
| 2   | 0      |  | Rahul Kannoly Praveen    | Odisha           |
| 2   | 0      |  | Joseph Sunny             | Hyderabad        |
| 2   | 0      |  | Stefan Šapić             | Hyderabad        |
| 2   | 0      |  | Rahim Ali                | Odisha           |
| 2   | 0      |  | Naorem Mahesh Singh      | East Bengal      |
| 2   | 0      |  | Lalchungnunga            | East Bengal      |
| 2   | 0      |  | Mohammad Yasir           | Goa              |
| 2   | 0      |  | Korou Singh              | Kerala Blasters  |
| 2   | 0      |  | Raphaël Bouli            | East Bengal      |
| 2   | 0      |  | Jithin MS                | NorthEast United |
| 2   | 0      |  | Ramhlunchhunga           | Hyderabad        |
| 2   | 0      |  | Suresh Singh Wangjam     | Bengaluru        |
| 2   | 1      |  | Mirjalol Kasimov         | Mohammedan       |
| 2   | 1      |  | Lalremsanga Fanai        | Mohammedan       |
| 1   | 0      |  | Tiri                     | Mumbai City      |
| 1   | 0      |  | Vinith Venkatesh         | Bengaluru        |
| 1   | 0      |  | Nihal Sudeesh            | Punjab           |
| 1   | 0      |  | Leon Augustine           | Punjab           |
| 1   | 0      |  | Dippendu Biswas          | Mohun Bagan SG   |
| 1   | 0      |  | Naorem Roshan Singh      | Bengaluru        |
| 1   | 0      |  | Cy Goddard               | Hyderabad        |
| 1   | 0      |  | Parag Shrivas            | Hyderabad        |
| 1   | 0      |  | Dejan Dražić             | Goa              |
| 1   | 0      |  | Connor Shields           | Chennaiyin       |
| 1   | 0      |  | Ryan Edwards             | Chennaiyin       |
| 1   | 0      |  | Ivan Novoselec           | Punjab           |
| 1   | 0      |  | Lalthathanga Khawlhring  | Odisha           |
| 1   | 0      |  | Mushaga Bakenga          | Punjab           |
| 1   | 0      |  | César Lobi Manzoki       | Mohammedan       |
| 1   | 0      |  | Boris Singh Thangjam     | Goa              |
| 1   | 0      |  | Mehtab Singh             | Mumbai City      |
| 1   | 0      |  | Mohammed Irshad          | Mohammedan       |
| 1   | 0      |  | Freddy Lallawmawma       | Kerala Blasters  |
| 1   | 0      |  | Sandesh Jhingan          | Goa              |
| 1   | 0      |  | Sahil Tavora             | Goa              |
| 1   | 0      |  | Miloš Drinčić            | Kerala Blasters  |
| 1   | 0      |  | Vikram Partap Singh      | Mumbai City      |
| 1   | 0      |  | Alexandre Coeff          | Kerala Blasters  |
| 1   | 0      |  | Ricky Shabong            | Punjab           |
| 1   | 0      |  | Lalrinliana Hnamte       | Chennaiyin       |
| 1   | 0      |  | Muhammed Uvais           | Jamshedpur       |
| 1   | 0      |  | Khaiminthang Lhungdim    | Punjab           |
| 1   | 0      |  | PC Laldinpuia            | Chennaiyin       |
| 1   | 0      |  | Manvir Singh             | Mohammedan       |
| 1   | 0      |  | Devendra Murgaokar       | Hyderabad        |
| 1   | 0      |  | Mohammed Rafi            | Hyderabad        |
| 1   | 0      |  | Danish Farooq Bhat       | Kerala Blasters  |
| 1   | 0      |  | Aakash Sangwan           | Goa              |
| 1   | 0      |  | Asheer Akhtar            | NorthEast United |
| 1   | 0      |  | Vincy Barretto           | Chennaiyin       |
| 1   | 0      |  | Lazar Ćirković           | Jamshedpur       |
| 1   | 0      |  | Ayush Dev Chhetri        | Goa              |
| 1   | 0      |  | Thoiba Singh Moirangthem | Odisha           |
| 1   | 0      |  | Bipin Singh              | Mumbai City      |
| 1   | 0      |  | Makan Chote              | Mohammedan       |
| 1   | 0      |  | Petros Giakoumakīs       | Punjab           |
| 1   | 0      |  | Saúl Crespo              | East Bengal      |
| 1   | 0      |  | Carlos França            | Mohammedan       |
| 1   | 0      |  | Ritwik Das               | Jamshedpur       |
| 1   | 0      |  | Nikhil Barla             | Jamshedpur       |
| 1   | 0      |  | Carl McHugh              | Goa              |
| 1   | 0      |  | Jon Toral                | Mumbai City      |
| 1   | 0      |  | Shami Singamayum         | Punjab           |
| 1   | 0      |  | Marc Andre Schmerböck    | Mohammedan       |
| 1   | 0      |  | Robi Hansda              | Mohammedan       |
| 1   | 0      |  | Lalengmawia              | Mohun Bagan SG   |
| 1   | 1      |  | Alexis Gómez             | Mohammedan       |
| 1   | 1      |  | Madih Talal              | East Bengal      |
| 1   | 1      |  | Ahmed Jahouh             | Odisha           |